# Europese School Bergen
De Europese School Bergen (Engels: European School Bergen, Frans: École Européenne de Bergen, Duits: Europäische Schule Bergen of ESB) is een van de dertien Europese Scholen. Het is gelegen in Bergen in de Nederlandse provincie Noord-Holland. De school geeft voor inschrijvingsdoeleinden voorrang aan de kinderen van personeel van de Europese Unie. Studenten moeten zich inschrijven voor de Engelse, Franse of Nederlandse taalafdeling van de school.

## Geschiedenis
De Europese School in Bergen werd in 1963 in de eerste plaats opgericht om onderwijs te bieden aan de kinderen van het personeel dat in dienst was van de nucleaire onderzoeksfaciliteit van de Europese Gemeenschap voor Atoomenergie (Euratom) in het nabijgelegen Petten – tegenwoordig onder de bevoegdheid van het Gemeenschappelijk Centrum voor Onderzoek.

## EMA verhuizing
In 2019 steeg het aantal inschrijvingen op de school met 20% als gevolg van de verhuizing van het Europees Geneesmiddelenbureau (EMA), zijn personeel en hun gezinnen naar Amsterdam, als onderdeel van de regelingen voor de terugtrekking van Groot-Brittannië uit de Europese Unie (Brexit).  Hierdoor steeg het dagelijkse aantal studenten dat van Amsterdam naar de school pendelde tot 20% van het totale aantal inschrijvingen.  Als gevolg hiervan maakte het Ministerie van Onderwijs, Cultuur en Wetenschap eind 2019 bekend dat het onderzoek deed naar de verhuizing van de school naar een nieuwe campus over 4 of 5 jaar, waarbij de gemeenten Alkmaar, Castricum en Zaanstad interesse toonden om de school te huisvesten. Uiteindelijk dienden Zaanstad en Alkmaar moties in om dit recht aan te vragen.  Op 9 juli 2021 werd het besluit genomen om de school naar Alkmaar te verhuizen. 